# Nayanka Bell
Nayanka Bell (sinh năm 1963 tại Agboville, Bờ Biển Ngà)  là một ca sĩ người Bờ Biển Ngà đã phát hành một số album, sớm nhất là từ năm 1982 đến 1984.

## Tiểu sử
Tác phẩm đầu tay của Bell được lấy cảm hứng từ vùng Caribbean Pháp ngữ, và mặc dù tiếng mẹ đẻ của bà là tiếng Pháp, bà hát bằng tiếng Anh. Album đầu tay của bà, Amio, được phát hành vào năm 1983, với các phong cách từ funk và sàn nhảy cho đến ballad. Một album thứ hai vào năm 1986, If You Came To Go, cho thấy ảnh hưởng của Antillean lớn hơn. Bell được coi là một trong những nữ ca sĩ Ivorian hàng đầu.
Năm 2000, bà đã thu âm một phiên bản " Je t'aime... moi non plus " của Serge Gainsbourg, với ca sĩ Congo Koffi Olomidé và biểu diễn nó trước 17.000 khán giả tại Palais Omnisports de Paris-Bercy.
Vào tháng 4 năm 2009, Bell đã bị thương nghiêm trọng trong một vụ tai nạn trên đường, khiến tin đồn lan truyền rằng bà đã chết. bà ấy thực tế đã sống sót sau vụ tai nạn mặc dù vết thương của bà ấy rất nghiêm trọng và phải phẫu thuật nhiều lần.

## Danh sách đĩa hát
- Chỉ là một Boogie (1983) SIIS
- Amio (1984) Celluloid
- Djama (1984) Celluloid
- Nếu bạn đã đến (1986) Celluloid
- Visa (1994) Phiên bản SLP
- Brin de Folie (2001)